# 福光インターチェンジ
福光インターチェンジ（ふくみつインターチェンジ）は、富山県南砺市山田にある東海北陸自動車道のインターチェンジである。

## 概要
平面Y字型のインターチェンジで、下り線側のランプウェイが平面交差しており、信号機が設置されている。名称は南砺市合併前の旧福光町によるものであるが、実際には旧城端町の中心地の方が近い。そのため、本線上の看板には「福光 城端」と表記されている。なお、一宮JCT方面にある袴腰トンネルは危険物積載車両が通行禁止のため、金沢・富山方面から来た当該車両は、このICで降りなければならない。

## 歴史
- 1992年（平成4年）3月28日 - 東海北陸自動車道の当IC - 小矢部砺波JCT間の開通に伴い[1][3][7][8]、供用開始[2][5]。開通当初は暫定2車線での供用[8]。
- 2000年（平成12年）9月30日 - 五箇山IC - 当ICが開通（暫定2車線）[8][9][10]。
- 2016年（平成28年）7月15日 - 当ICでの路外給油サービスを開始（後述）[11][12]。
- 2020年（令和2年）11月7日 - 当IC - 城端SA間が4車線化[13][14][15]。

## 道路
- E41 東海北陸自動車道（16番）
- 接続する道路：国道304号[5]

## 料金所
- ブース数：4

### 入口
- ブース数：2
  - ETC専用：1
  - ETC/一般：1

### 出口
- ブース数：2
  - ETC専用：1
  - ETC/一般：1

## 路外給油サービス
東海北陸自動車道ひるがの高原SA - 北陸自動車道有磯海SA間の約150 kmにわたりガソリンスタンドが存在せず、高速道路上での燃料切れを防ぐために、高速道路から一旦流出し高速道路外のガソリンスタンドを利用しても同一の通行料金で利用できる「路外給油サービス」の社会実験が実施されている。利用はETC車限定で、当ICから流出し指定のガソリンスタンドで給油後に1時間以内に戻ることが条件となっている。当初は2017年（平成29年）7月14日までの予定であったが、終了予定は数度にわたり延長されており、2023年時点での終了予定は2025年（令和7年）3月31日となっている
>。

## 周辺
- 砺波地域消防組合南砺消防署
- 西日本旅客鉄道（JR西日本）城端線 越中山田駅・城端駅・福光駅
- 小矢部川
- 南砺市役所
- 道の駅福光
- IOX-AROSA
- 福光温泉

## 隣
E41 東海北陸自動車道
(15)五箇山IC - 袴腰トンネル - 城端トンネル  - (15-1)城端SA/SIC - (16)福光IC - (17)南砺スマートIC - (19)小矢部砺波JCT